# Beloved Eun-dong
Beloved Eun-dong (hangul: 사랑하는 은동아; rr: Saranghaneun Eundonga) é uma série de televisão sul-coreana exibida pela emissora JTBC de 29 de maio a 18 de julho de 2015, estrelada por Joo Jin-mo e Kim Sa-rang.

## Enredo
Ji Eun-ho contrata a escritora fantasma Seo Jung-eun para escrever sua autobiografia em 2015. Eun-ho é tenso, irritável e difícil de trabalhar, mas Jung-eun o acha fascinante porque Eun-ho afirma que ele não começou a atuar porque ele queria se tornar uma estrela, mas porque ele pensou que estar no centro das atenções iria ajudá-lo a encontrar seu primeiro amor, Ji Eun-dong. Eun-ho e Eun-dong tiveram uma complicada história romântica que já durava duas décadas, e ele estava convencido de que ele nunca poderia amar mais ninguém. Como Jung-eun o ajuda a lembrar Eun-dong e por que ele a perdeu, Eun-ho (cujo nome de nascimento é o Park Hyun-soo) olha para trás em suas memórias, a partir de quando eles se conheceram em 1995, quando ele tinha dezessete anos.

## Elenco
- Joo Jin-mo como Ji Eun-ho/Park Hyun-soo
- Kim Sa-rang como Seo Jung-eun/Ji Eun-dong
- Baek Sung-hyun como Park Hyun-soo (27 anos)
- Yoon So-hee como Ji Eun-dong (23 anos)
- Park Jin-young como Park Hyun-soo (17 anos)
- Lee Ja-in como Ji Eun-dong (13 anos)
- Kim Tae-hoon como Choi Jae-ho
- Kim Yoo-ri como Jo Seo-ryung
- Kim Yoon-seo como Park Hyun-ah
- Lee Young-lan como mãe de Hyun-soo
- Jung Dong-hwan como pai de Hyun-soo
- Nam Kyung-eup como treinador Seo
- Seo Kap-sook como senhora Park
- Park Min-soo como Ra-il
- Mi-jung como senhora Park
- Kim Yong-hee como Lee Hyun-bal
- Kim Min-ho como Go Dong-gyu
- Kim Mi-jin como Go Mi-soon
- Jang Ki-yong como Lee Seok-tae

## Prêmios e indicações
| Ano  | Prêmio             | Categoria                   | Recipiente  | Resultado |
| ---- | ------------------ | --------------------------- | ----------- | --------- |
| 2015 | Korea Drama Awards | Prêmio de excelência, atriz | Kim Sa-rang | Indicado  |